# Anthophora melanocephala
Anthophora melanocephala är en biart som beskrevs av Morawitz 1894. Anthophora melanocephala ingår i släktet pälsbin, och familjen långtungebin. Inga underarter finns listade i Catalogue of Life.